# Vizcondado de Canet
El Vizcondado de Canet es un título nobiliario español, creado en 1321 por el rey Sancho I de Mallorca, a favor de Guillem de Guardia (o Saguàrdia) y de Canet, consejero real y señor de los castillos de Guàrdia y de la baronía de Canet. 
Fue recreado el 22 de septiembre de 1875 por el rey Alfonso XII, junto con el Marquesado de Santa Rita (1875) con la denominación de Canet del Mar, en favor de José Nicolás Baró y Blanxart, regidor en la isla de Cuba.[1]

## Vizcondes de Canet
|                                           | Titular                                                       | Periodo                                   |
| Primera creación por Sancho I de Mallorca | Primera creación por Sancho I de Mallorca                     | Primera creación por Sancho I de Mallorca |
| ----------------------------------------- | ------------------------------------------------------------- | ----------------------------------------- |
| I                                         | Guillem de Guardia y de Canet                                 |                                           |
| II                                        | Ramon de Saguàrdia y de Rocabertí                             |                                           |
| III                                       | Pere de Fonollet                                              |                                           |
| IV                                        | Andreu de Fonollet y de Saportella                            |                                           |
| V                                         | Pere de Fonollet y de Narbona                                 |                                           |
| VI                                        | Bernat Galceran y de Pinós                                    |                                           |
| VII                                       | Galceran de Pinós-Fonollet y de Mur                           |                                           |
| VIII                                      | Felip Galceran de Castre-Pinós                                |                                           |
| IX                                        | Guillem Ramon Galceran de Castre-Pinós y de So                |                                           |
| X                                         | ???????                                                       |                                           |
| XI                                        | Felipe Galcerán de Castre-Pinós y de Aragón                   |                                           |
| XII                                       | Pedro Galcerán de Castre-Pinós y Fernández de Heredia         |                                           |
| XIII                                      | Gaspar Galcerán de Castre-Pinós y Aragón Gurrea               |                                           |
| XIV                                       | Francisca de Castre-Pinós Fonollet Zurita                     |                                           |
| XV                                        | ??????                                                        |                                           |
| XVI                                       | Jaime Francisco Fernandez de Hijar y De Castre-Pinós          |                                           |
| XVII                                      | Isidro Francisco Fernández de Híjar y Portugal Silva          | 1690-1745                                 |
| XVIII                                     | Joaquín Diego de Silva Fernández de Híjar y Moncada           | 1721-1758                                 |
| XIX                                       | Pedro Pablo de Alcántara Fernández de Híjar y Abarca de Bolea | 1741-1808                                 |
| XX                                        | Agustín Pedro de Silva Fernández de Híjar y Palafox           | 1773-1817                                 |
| XXI                                       | Francisca Javiera de Silva y Fitz-James Stuart                | 1795-1818                                 |
|                                           | Titular                                                       | Periodo                                   |
| Segunda creación por Alfonso XII          |                                                               |                                           |
| I                                         | José Nicolás Baró y Blanxart                                  | 1875-1878                                 |
| II                                        | José Nicolás Baró y Jiménez                                   | 1880-1892                                 |
| III                                       | José Gustavo Baró y Cuní                                      | 1896-1942                                 |
| IV                                        | José Ernesto Baró y Erdmann                                   | 1956-hoy                                  |